# Nicolina Vaz de Assis
Nicolina Vaz de Assis Pinto do Couto (Campinas, 1874 - Rio de Janeiro, 1941) était une sculptrice brésilienne.

## Biographie

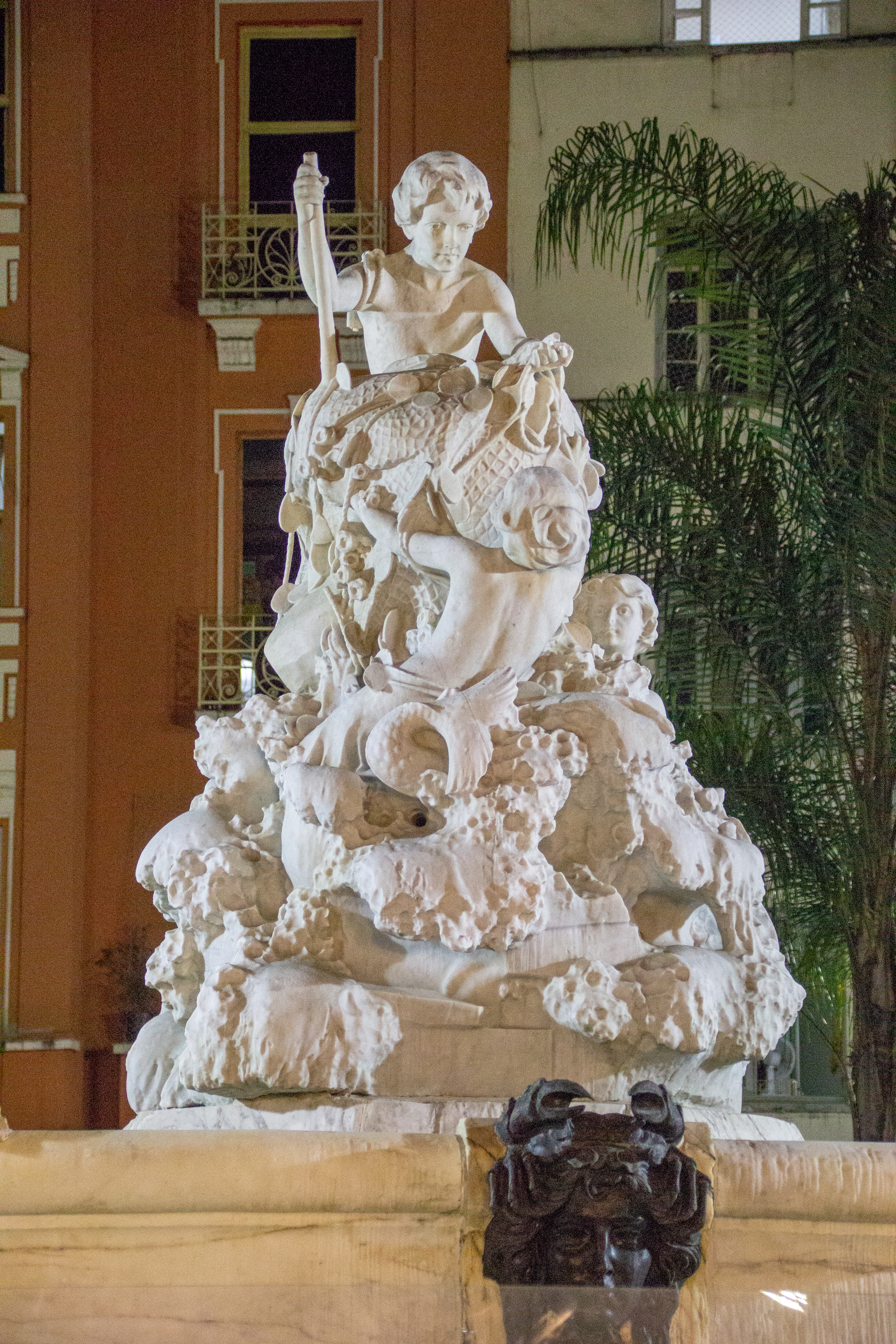
Fontaine monumentale (São Paulo).

Elle a commencé ses études à l'École nationale des beaux-arts de Rio de Janeiro (en portugais, Escola Nacional de Belas Artes), où elle est entrée en 1897, et avait pour professeur Rodolfo Bernardelli.
Elle a obtenu une bourse d'études du pensionnat artistique de l'État de São Paulo lui permettant de se rendre à Paris et de séjourner dans la capitale française de 1904 à 1907, où elle a continué à perfectionner son art. Elle entre à l'Académie Julian où elle suit les cours d'Alexandre Falguière et Denys Puech.
Pendant son séjour en France, ses œuvres ont été admises au Salon de Paris. Au Brésil, elle participe régulièrement aux salons organisés par l'École nationale des Beaux-Arts entre 1899 et 1935. En 1911, elle épouse le sculpteur portugais Rodolfo Pinto do Couto.
En 1950, la direction du Musée national des beaux-arts du Brésil présente ses œuvres à titre posthume en hommage à l'illustre sculptrice.